# Bogactwo
Bogactwo – całkowita wartość pieniędzy i wartościowych dóbr jakie posiada osoba bądź rodzina.
Bogactwo narodowe to liczba wyprodukowanych dóbr w danym okresie na terytorium danego kraju.